# Distretto di Mueang Sisaket
Il distretto di Mueang Sisaket (in thailandese: เมืองศรีสะเกษ) è un distretto (amphoe) della Thailandia, situato nella provincia di Sisaket, della quale è il capoluogo.